# امیل کنرادسن سیده
امیل کنرادسن سیده (انگلیسی: Emil Konradsen Ceide؛ زادهٔ ۳ سپتامبر ۲۰۰۱) بازیکن فوتبال اهل نروژ است.
از باشگاه‌هایی که در آن بازی کرده‌است می‌توان به باشگاه فوتبال روزنبورگ اشاره کرد.
وی همچنین در تیم‌های ملی فوتبال زیر ۱۷، ۱۸، ۱۹ و ۲۱ سال نروژ بازی کرده‌است.

## زندگی شخصی
پدر امیل اهل هائیتی و مادرش نروژی است. او یک برادر دوقلو به نام میکل دارد که او نیز بازیکن فوتبال است. آنها پسر عموی آندرس کنرادسن و مورتن کنرادسن هستند که آن دو برادر نیز بازیکن فوتبال هستند.